# Helter Skelter (album de The D.O.C.)
Pour les articles homonymes, voir Helter Skelter (homonymie).
Albums de The D.O.C.
No One Can Do It Better
(1989) Deuce
(2003)
Singles
1. Return of da Livin' Dead
Sortie : 1995
2. 4 My Doggz
Sortie : 1996

Helter Skelter est le deuxième album studio de The D.O.C., sorti le 23 janvier 1996.
L'album s'est classé 5e au Top R&B/Hip-Hop Albums et 30e au Billboard 200.

## Liste des titres
| No  | Titre                                                                 | Durée |
| --- | --------------------------------------------------------------------- | ----- |
| 1.  | Intro (featuring Eddie Griffin)                                       | 3:21  |
| 2.  | Return of da Livin' Dead                                              | 3:34  |
| 3.  | From Ruthless 2 Death Row (Do We All Part)                            | 4:26  |
| 4.  | Secret Plan (featuring Jello Biafra)                                  | 5:36  |
| 5.  | Komurshell (Mo' Hair) (featuring Erotic D)                            | 2:21  |
| 6.  | 4 My Doggz                                                            | 4:27  |
| 7.  | .45 Automatic (featuring Passion et Mally-G)                          | 3:58  |
| 8.  | Sonz o' Light (featuring Erotic D et Mally-G)                         | 4:04  |
| 9.  | Bitchez (featuring Erotic D)                                          | 5:13  |
| 10. | Interlude                                                             | 5:02  |
| 11. | Da Hereafter (featuring Erotic D)                                     | 4:48  |
| 12. | Erotix Shit (featuring DFC, Erotic D, MC Breed, Mz. Allan et Mally-G) | 5:04  |
| 13. | Welcome to the New World (featuring Erotic D)                         | 2:51  |
| 14. | Killa Instinc (featuring Erotic D)                                    | 3:36  |
| 15. | Komurshell (featuring Voodoo Einstein)                                | 1:01  |
| 16. | Brand New Formula                                                     | 4:32  |
| 17. | Outro (featuring Erotic D)                                            | 1:08  |

| 18. | Crazy Bitchez (featuring Erotic D) | 4:38 |